# Myers-Briggs Type Indicator

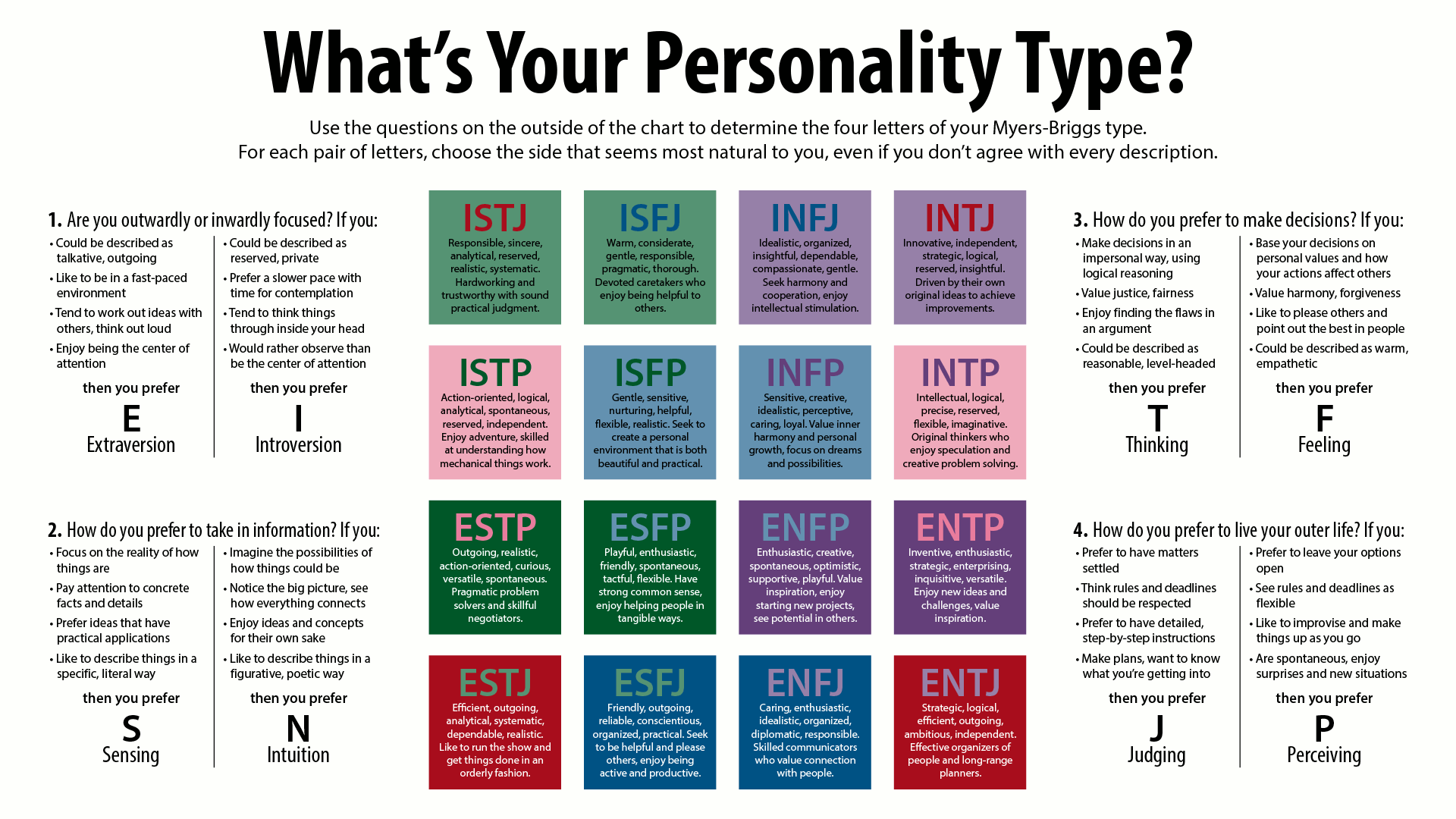
Schéma s popisy jednotlivých typů a čtyřmi dichotomiemi centrálními k teorii

Myers-Briggs Type Indicator (MBTI) je alternativní osobnostní test navržený pro určení osobnostních typů, který však nestojí na vědeckém základě a jeho  užitečnost není podložena výzkumnými daty. Zaměřuje se na to, jak různí lidé vnímají svět a činí svá rozhodnutí. Od března 2020 (začátek pandemie covidu-19) nabírá MBTI celosvětově na popularitě. Zájem o MBTI stále kontinuálně roste.[k srpnu 2021]
Katharine Cook Briggsová a její dcera Isabel Briggsová Myersová vytvořily test během druhé světové války po studiu práce Carla G. Junga a jeho knihy Psychologické typy, z níž je test odvozen. Do určité míry se však liší. MBTI je často využíván v oblastech pedagogiky, při osobních pohovorech a výběru zaměstnanců, v manželských poradnách a pro osobní vývoj (osobnostní rozvoj). Robert Kaplan a Dennis Saccuzzo vyslovili k MBTI následující tezi: „Základní předpoklad MBTI je, že všichni mají své vlastní specifické preference skryté ve způsobu vykládání svých zkušeností, přičemž tyto preference jsou základem našich zájmů, potřeb, hodnot a motivací.“
Test však bývá opakovaně terčem kritiky, a to zejména z důvodu nízké reliability (přesnosti měření), validity i nízké metodologické úrovně podporujících výzkumných studií, jeho použití v diagnostice není založeno na vědeckém základě. Podle reprezentativního průzkumu J. Norcrosse mezi americkými psychology a psychiatry jde o spíše zdiskreditovanou metodu.

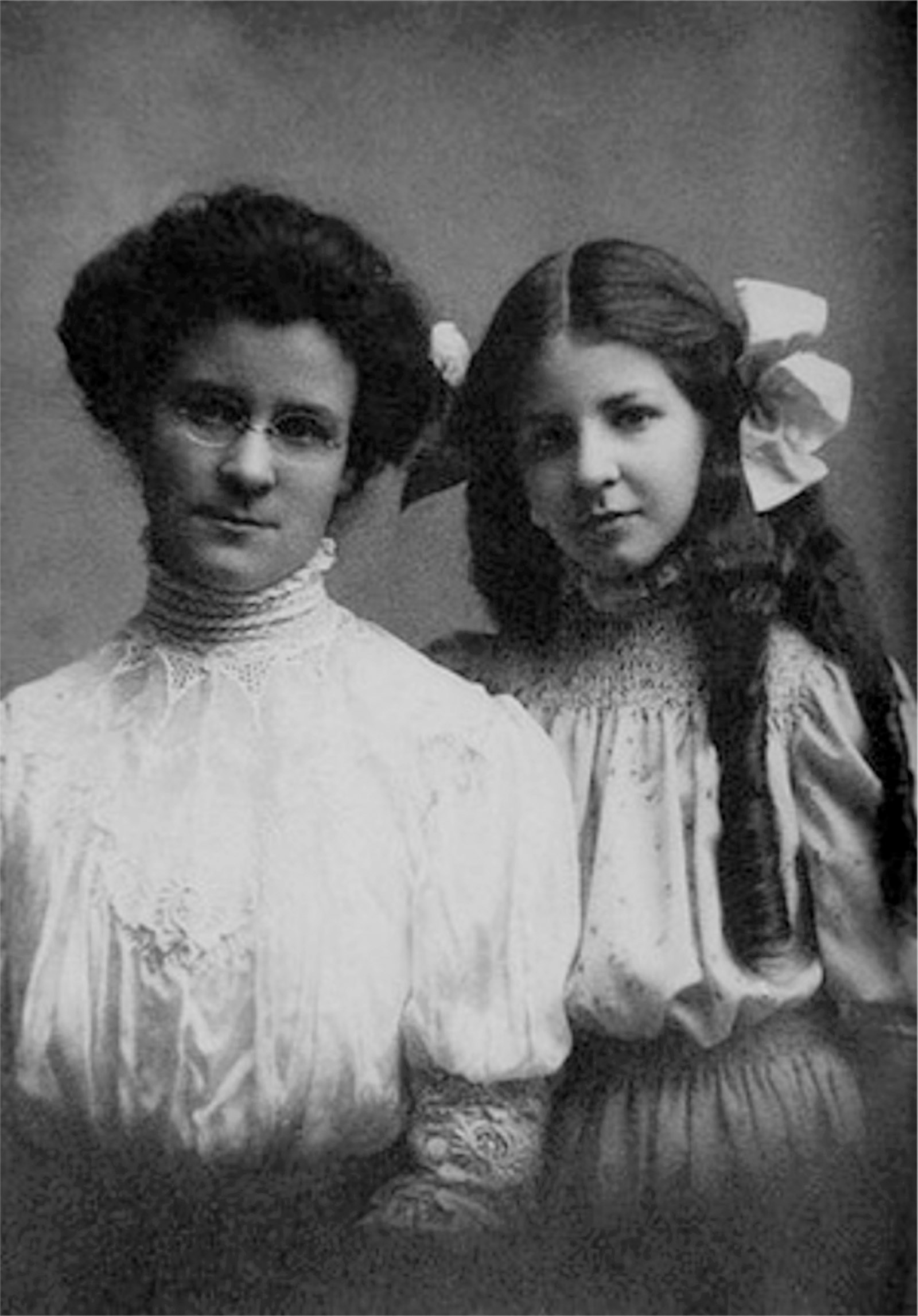
Katharine Cook Briggsová a Isabel Briggsová Myersová extrapolovaly svou MBTI teorii ze spisů knihy Psychologické typy od C. G. Junga.

## Struktura a výsledky testu
| Vnímání okolního prostředí    | Získávání informací     | Zpracování informací   | Životní styl             |
| ----------------------------- | ----------------------- | ---------------------- | ------------------------ |
| E – Extroversion (Extraverze) | S – Sensing (Smysly)    | T – Thinking (Myšlení) | J – Judging (Usuzování)  |
| I – Introversion (Introverze) | N – iNtuition (Intuice) | F – Feeling (Cítění)   | P – Perceiving (Vnímání) |

Vnímání okolního prostředí
- Extroverze: Extroverti žijí okolním světem, rádi mluví a vyjadřují své pocity. Ke spokojenému vedení svého života potřebují kontakt s ostatními, a zpravidla s větším množstvím lidí. Někteří bývají podráždění již po několikadenní izolaci od společnosti. Společenský život jim dodává energii a ve společnosti se cítí uvolněně.
- Introverze: Introverti žijí svým vlastním vnitřním světem. Raději mlčí a přemýšlí, než aby se vyjadřovali. Soustředí se na maličkosti i myšlenky či pocity ostatních a jsou přemýšliví. Společnost zpravidla nevyhledávají, přičemž mnohdy do ní bývají nuceni okolím a není to pro ně příjemné. Než něco řeknou, v hlavě si to několikrát promyslí. Samota jim dodává energii a vystačí si s hrstkou dobrých kamarádů.

Získávání informací
- Smysly: Smysloví lidé žijí přítomností, takže je zajímá zejména vše, co je právě tady a teď, tj. nikoliv to, co by mohlo být. Věci vnímají přes svých pět smyslů, tudíž je pro ně důležité to, co například vidí, slyší anebo cítí. V porovnání s intuitivními lidmi mají své smysly „natrénované,“ takže bývají zručnější, mívají lepší životosprávu i rádi sportují, a to právě díky využívání svých smyslů.
- Intuice (Vhled): Intuitivní lidé žijí budoucností, pročež je zajímá především vše, co bude anebo co by mohlo být. Mívají lepší představivost, která se odráží v jejich myšlenkách, zkušenostech a zobecněných praxích (teoriích). Rádi zkoumají věci do hloubky, protože je zajímá, co, proč a jak se děje. Upřednostňují zejména teoretickou činnost před činností praktickou, v nejvyhrocenější formě, kdy úplně převažuje intuitivní (vhledový) přístup k získávání informací nad smyslovým, a sice kvůli nevyužívání smyslů.

Zpracování informací
- Myšlení: Lidé s převahou myšlení upřednostňují údaje, čísla a skutečnosti před pocity ostatních lidí. Bývají často|občas neústupní a neohleduplní k ostatním. Jejich přístup k řešení problémů spočívá ve vyhodnocování dat a faktů, přičemž objektivně vyberou tu nejlogičtější a nejsprávnější možnost, často|občas bez ohledu na dopad na pocity ostatních lidí. Lze pozorovat synergie s intuicí.
- Cítění: Lidé s převahou cítění mnohdy fakta a data opomíjejí a jednají takovým zpusobem, aby se ostatní lidé cítili co nejlépe. Raději vyberou morální možnost, která krátkodobě přivede ostatním dobrou náladu, než aby vybrali objektivně správnou možnost, která bude dlouhodobě funkční. Dělají kompromisy a dohody. Jsou empatičtí a rádi dělají ostatním radost.

Životní styl
- Usuzování: Usuzující lidé jsou rodilí plánovači, takže vždy postupují dle svého plánu, ať pouze s vizualizací, nebo jen v mozku. Jsou uspořádaní, inklinují k postupným řešením a dokáží záležitosti dotáhnout až do konce, a to poměrně rychle. Před nerutinní akcí (například odlet k moři) si vždy přichystají plán, třeba i s časovou osnovou, a dle něj postupují. Vše řeší dopředu, pročež letenku koupí a hotel zarezervují s (velkou) časovou rezervou.
- Vnímání: Vnímaví lidé zpravidla neplánují a řeší věci tak, jak přijdou. Často záležitosti odkládají až do poslední chvíle, kdy je teprve začínají řešit. Nejlépe se jim daří pod tlakem, tj. ideálně v časové tísni. Někteří dokonce pracují pouze pod (časovým) tlakem, takže pokud jim je dána volnost, pravděpodobně nastane odkládání (prokrastinace) až do doby, kdy nebývá dostatek času. Jsou neuspořádaní, ale cítí se, že mají ve všem pořádek. Oproti usuzujícím lidem si třeba koupí last minute (na poslední chvíli) letenku a z ničeho nic si udělají výlet.

## Osobnostní typy
Rozlišují se čtyři temperamenty, přičemž u intuitivních lidí (N) druhé písmeno vyjadřuje přístup zpracování informací (T/F), zatímco u smyslově založených (S) vyjadřuje životní styl (P/J). V praxi či na diskuzních fórech se také používá rozdělení podle dominantní kognitivní funkce. Například INTJ a INFJ spolu jako dominantní funkci sdílí introvertní intuici (Ni), tyto dva typy jsou označovány jako: Ni-doms, popřípadě jeden typ nebo konkrétní osobu: Ni-dom.

### Racionálové (NT)
Racionálům je vlastní touha všechno poznat a pochopit. Jejich myšlení je často abstraktní a podobně jako u idealistů počítá s tím, co by se mohlo stát, protože v jejich kognitivním setu se nachází na dominantní či auxiliární pozici intuice. NT jsou objektivní a pracovití, jejich hojné zastoupení je mezi vědci a ve vysokých manažerských pozicích. Obdivují myšlenky, jednoduchost použití a vysokou funkcionalitu. Mívají vysoké a jasně dané ambice.
- INTJ
  - Introvertní intuitivní typ usuzující s extravertním myšlením, označován také jako: Analytik
  - Ni – Te – Fi – Se
- INTP
  - Introvertní intuitivní typ vnímající s převahou myšlení, označován také jako Logik
  - Ti – Ne – Si – Fe
- ENTJ
  - Extrovertní intuitivní typ usuzující s převahou myšlení, označován také jako: Velitel
  - Te – Ni – Se – Fi
- ENTP
  - Extrovertní intuitivní typ vnímající s introvertním myšlením, označován také jako: Debatér
  - Ne – Ti – Fe – Si

### Idealisté (NF)
Idealisté jsou příznační v hledání sebe sama. Jsou nadprůměrně empatičtí, dokáží skvěle uchopit pocity a dále s nimi pracovat, tudíž bývají zdatní v práci s lidmi (například psychologové typu ENFJ anebo advokáti typu INFJ). Pro své okolí a společnost dělají více, než je potřeba. V lidech a jejich činech vidí ty dobré a ostatním často skryté stránky a motivy, občas na úkor objektivity.
- INFJ
  - Introvertní intuitivní typ usuzující s převahou cítění, označován také jako: Poradce
  - Ni – Fe – Ti – Se
- INFP
  - Introvertní intuitivní typ vnímající s převahou cítění, označován také jako: Zprostředkovatel
  - Fi – Ne – Si – Te
- ENFJ
  - Extrovertní intuitivní typ usuzující s převahou cítění, označován také jako: Protagonista
  - Fe – Ni – Se – Ti
- ENFP
  - Extrovertní intuitivní typ vnímající s převahou cítění, označován také jako: Bojovník
  - Ne – Fi – Te – Si

### Hráči (SP)
Hráči žijí především tím, co je právě tady a teď, takže nekladou příliš důraz na to, co bude. Rychle se přizpůsobují novým prostředím a situacím a stejně rychle se učí novým dovednostem. Na všechno si chtějí sáhnout a stává se, že jsou často impulzivní a dělají věci dřív, než se nad nimi zamyslí. Jsou velmi zruční a mívají velké umělecké nadání.
- ISTP
  - Introvertní smyslový typ vnímající s převahou myšlení, označován také jako: Kutil
  - Ti – Se – Ni – Fe
- ISFP
  - Introvertní smyslový typ vnímající s převahou cítění, označován také jako: Umělec
  - Fi – Se – Ni – Te
- ESTP
  - Extrovertní smyslový typ vnímající s převahou myšlení, označován také jako: Podnikatel
  - Se – Ti – Fe – Ni
- ESFP
  - Extrovertní smyslový typ vnímající s převahou cítění, označován také jako: Bavič
  - Se – Fi – Te – Ni

### Strážci (SJ)
Strážci dohlížejí na běh společnosti, udržují tradice a snaží se ve věcech udržet řád. Na rozdíl od idealistů a racionálů uvažují velmi konkrétně a pracují pouze s tím, co mají k dispozici. Nemají příliš rádi překvapení a vývoj věcí, který nebyl v plánu. Společensky bývají konzervativní a neradi vybočují z davu. Jinými slovy, bývají málo flexibilní a přizpůsobiví. Jsou rádi, pokud mohou někomu pomoci, takže se dá říci, že potřebují být užiteční.
- ISTJ
  - Introvertní smyslový typ usuzující s převahou myšlení, označován také jako: Správce
  - Si – Te – Fi – Ne
- ISFJ
  - Introvertní smyslový typ usuzující s převahou cítění, označován také jako: Ochránce
  - Si – Fe – Ti – Ne
- ESTJ
  - Extrovertní smyslový typ usuzující s převahou myšlení, označován také jako: Vedoucí

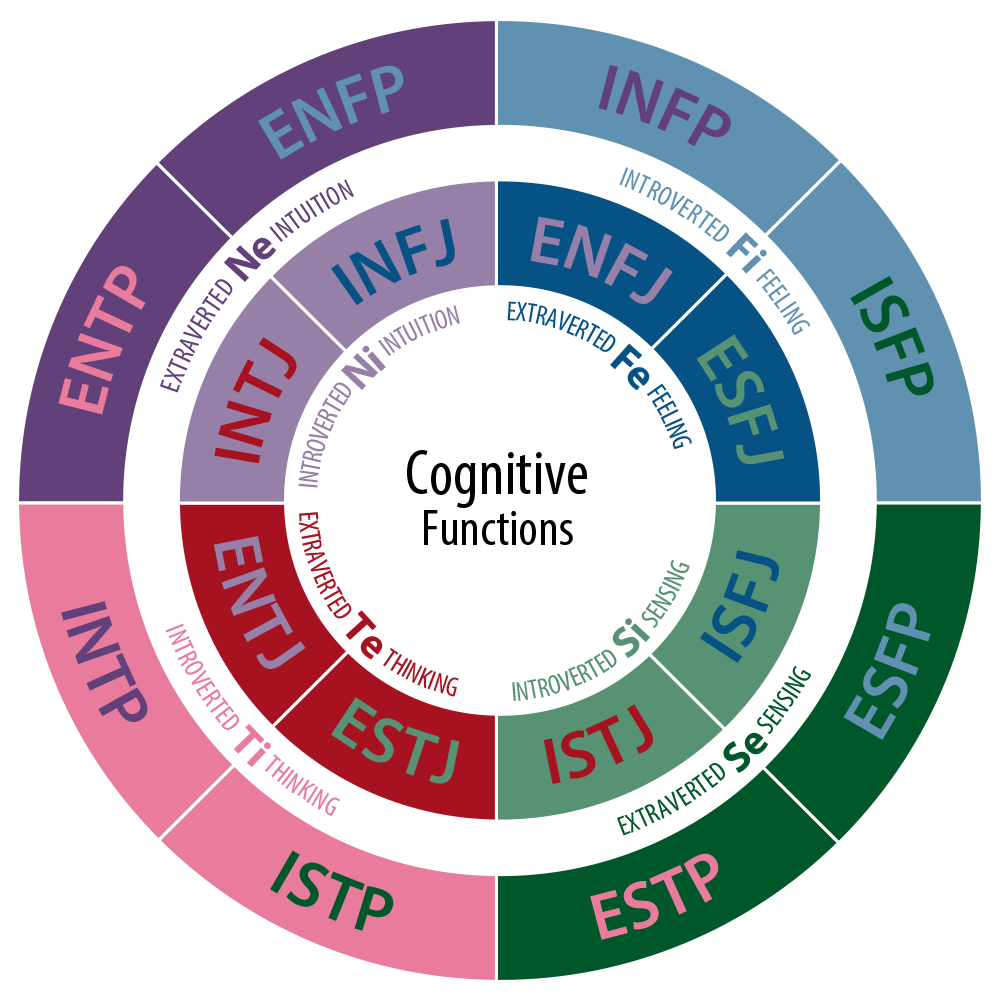
Diagram znázorňující kognitivní funkce každého typu. Barva pozadí každého typu znázorňuje jeho dominantní funkci a barva písma jeho pomocnou funkci.

  - Te – Si – Ne – Fi
- ESFJ
  - Extrovertní smyslový typ usuzující s převahou cítění, označován také jako: Pečovatel
  - Fe – Si – Ne – Ti

## Mentální funkce
16 typů se neliší jen písmenky, ale také mentálními funkcemi a tím jak jsou pro ně důležité. Každý typ má primární funkci, kterou začne rozvíjet již před pubertou a která pro něj bude celý život nejdůležitější. Dále má každý typ také rozvinutou funkci sekundární, která v dobrém případě podpírá tu primární. Dále využívá funkci terciární, která má na život jedince velký vliv, ale její zvládání bývá obtížné (mezi dvacátým a třicátým rokem života se rozvíjí). Nakonec každý typ disponuje nejslabší/inferiorní funkcí, která mu bude po celý život nejvzdálenější a její zvládání bude působit největší obtíže.
Extravertní smysly (Se): Extravertní smysly jsou dominantní funkcí pro typy ESTP a ESFP. Jsou zaměřeny na fakta ve vnějším světě, vzdálenou budoucnost neřeší. Nositelé této funkce bývají duchapřítomnější, ale více zaměření na krátkodobý požitek než jiné typy.
Introvertní smysly (Si): Introvertní smysly jsou dominantní funkcí pro typy ISTJ a ISFJ. Jsou zaměřeny na fakta, která si člověk zapamatoval v minulosti, fungují jako knihovna plná novin, když člověk potřebuje, přečte si článek, který hledá. Nositelé této funkce si nejlépe pamatují fakta, ale nebývají příliš kreativní a otevření úplně novým postupům a myšlenkám.
Extravertní intuice (Ne): Extravertní intuice je dominantní funkcí pro typy ENTP a ENFP. Je zaměřená na souvislosti ve vnějším světě. Nositelé této funkce bývají zvídaví a velmi rádi vytváří různé konspirační teorie (obzvláště myslící).
Introvertní intuice (Ni): Introvertní intuice je dominantní funkcí pro typy INTJ a INFJ. Uvnitř člověka vytváří myšlenky, jaké by jiné typy ani ve snu nenapadly. Nositelé této funkce bývají velmi originální, patří mezi ně nejslavnější spisovatelé, nevýhodou této funkce je vysoká nepraktičnost v běžném životě.
Extravertní myšlení (Te): Extravertní myšlení je dominantní funkcí pro typy ENTJ a ESTJ. Logicky posuzuje okolní svět. Nositelé této funkce se umí objektivně a logicky rozhodovat. Na druhou stranu extravertní myšlení svým nositelům způsobuje pramalou oblibu ve společnosti.
Introvertní myšlení (Ti): Introvertní myšlení je dominantní funkcí pro typy INTP a ISTP. Vytváří složité systémy a odhaluje jejich chyby. Nositelé této funkce se dokáží nejlépe orientovat ve složitých situacích, na druhou stranu mohou udělat chybu a přijít i s velmi nesmyslnými myšlenkami, za kterými si pak stojí.
Extravertní cítění (Fe): Extravertní cítění je dominantní funkcí pro typy ENFJ a ESFJ. Zaměřuje se na mezilidské vztahy a harmonii ve společnosti. Nositelé této funkce bývají ve společnosti oblíbení a jsou příjemní k jiným lidem, na druhou stranu jim dělá obtíže být někdy k někomu tvrdší, i když jsou k tomu zcela zřejmé důvody.
Introvertní cítění (Fi): Introvertní cítění je dominantní funkcí pro typy INFP a ISFP. Zaměřuje se na hodnoty, pokud jsou hodnoty popřeny, nenechá to být. Nositelé této funkce jsou ze všech schopní nejdéle bránit své morální zásady, na druhou stranu, pokud za tyto zásady přijmou pravidla sekt či jiné bizarní hodnoty, není s nimi rozumné pořízení.
Dále má každý typ svůj tzv. typový základ, což jsou dvě prostřední písmena MBTI typu. Typový základ se skládá z dominantních funkcí, díky kterým se typ primárně řídí a rozhoduje (zejména v krizových situacích). Tento základ se u každého typu začne obvykle rozvíjet již v raném dětství, případně začátkem pubertálního období.

## Kritika
Psychometrické vlastnosti MBTI testů, zejména validita a reliabilita, jsou opakovaně vystavovány kritice. Odhaduje se, že asi třetina až polovina podpůrných studií byla vytvořena pro účely konferencí Centra pro aplikaci psychologických typů, které pořádá výcviky v MBTI, nebo pro časopis Journal of Psychological Type, který je editován zastánci nástroje. To pochopitelně vrhá špatné světlo na možnou předpojatost těchto studií, řada z nich je navíc metodologicky slabých nebo nedostatečně podrobných.
Kritizováno je například špatné statistické rozložení hodnot v populaci, které je spíše normální než bimodální, což statisticky neumožňuje stanovování typů. Dále jsou vytýkány nízké korelace se souvisejícími, a naopak vysoké korelace s nesouvisejícími psychologickými testy, což ohrožuje konvergentní a divergentní validitu metody (tedy že testy měří něco jiného, než co zamýšlejí jejich autoři), nebo že studie nepoužívá na rozdíl od jiných sebeposuzovacích dotazníků tzv. lži-skóry (které umožňují identifikovat záměrné zkreslování výsledků, například z důvodu sociální žádoucnosti. Jedna studie dokonce uvádí vztah škály životního stylu (usuzování-vnímání) se lži škálou Eysenckova osobnostního dotazníku. Ostatně v americké verzi dotazníku je uvedeno, že je nejen neetické, ale v mnoha případech i nelegální požadovat po žadatelích o práci vyplnění MBTI testu, jestliže výsledky povedou k jejich vyloučení z výběrového řízení.
Problémy odhalila i faktorová analýza, která naznačuje přítomnost spíše šesti než uváděných čtyř faktorů. V jiné studii zase škály JP a SN spolu korelovaly tak silně, že šlo spíše o škálu jedinou.
Studie poukazují také na nízkou reliabilitu typu test-retest, která měří stabilitu naměřených typů v čase. To je způsobené pravděpodobně proto, že kvůli normálnímu rozložení hodnot v populaci (viz výše) je nejvíce lidí průměrných, ale je jim následně přisouzen jeden typ – například extrovert či introvert. Malá změna na původní škále pak ale vede k odlišné klasifikaci.
Kromě statistických nedostatků bývá kritizována i terminologie MBTI konceptu, která je vágní a neurčitá, a může tak podléhat Forerově efektu – tedy zkreslení v důsledku toho, že popisy jednotlivých MBTI typů popisují spíše obecné (společné), než individuálně specifické lidské charakteristiky, a hodí se tak na většinu lidí.
V českém prostředí nebylo MBTI dostatečně ověřeno, není však důvod se domnívat, že by výsledky mohly být lepší ve srovnání se zahraniční studiemi. Jednou z mála výjimek je diplomová práce ověřující Student Style Questionnaire (SSQ), která je na MBTI přímo založena. Výzkum byl spojený s českou adaptací metody realizovanou společností Propsyco. Vzhledem k velmi špatným empirickým výsledkům a nedostatku důkazů pro validitu metody se společnost rozhodla metodu nepublikovat a v Česku tak dotazník není dostupný.